# Bahnhof Szczecin Golęcino

Szczecin Golęcino ist eine ehemalige Eisenbahnhaltestelle der Bahnstrecke Szczecin–Trzebież Szczeciński, die sich an der Świętojańska Straße auf dem Gebiet der Stettiner Siedlung Golęcino befindet.

## Allgemeine Informationen
Die Eisenbahnhaltestelle liegt in der Nähe vom onkologischen Krankenhaus und vom Straßenbahndepot Golęcin. Die nächste Bushaltestelle ist „Świętojańska“. Im Jahre 2002 wurde der Bahnhof für den Personenverkehr eingestellt.
Im Rahmen des Projekts Szczecińska Kolej Metropolitalna soll die Haltestelle wieder in Betrieb genommen werden.

## Vorherige Namen
- Frauendorf (1898–1945)
- Golęcino Szczecińskie (1945–1947)[2]